# Гржибовский, Хенрик
Хенрик Збигнев Гржибовский (пол. Henryk Zbigniew Grzybowski, 17 июля 1934, Варшава, Польша — 17 ноября 2012, там же) — польский футболист, защитник. Участвовал в летних Олимпийских играх 1960 года.

## Биография
Хенрик Гржибовский родился 17 июля 1934 года в Варшаве.
В 1949—1952 годах занимался футболом в варшавской «Легии»/ЦВСК.
Играл на позиции защитника. Провёл всю карьеру в ЦВСК/«Легии», выступал за неё в 1952—1967 годах, с 1955 года провёл в чемпионате Польши 198 матчей, забил 1 мяч. Дважды выигрывал чемпионат Польши (1955—1956), был серебряным (1960) и бронзовым (1961) призёром. Четырежды был обладателем Кубка страны (1955—1956, 1964, 1966).
В 1957—1960 годах провёл 11 матчей за сборную Польши. Дебютировал в её составе 23 июня 1957 года в поединке против сборной СССР.
В 1960 году вошёл в состав сборной Польши по футболу на летних Олимпийских играх в Риме, поделившей 9-12-е места. Играл на позиции защитника, провёл 2 матча, мячей не забивал.
Заслуженный мастер спорта Польши.
По окончании игровой карьеры работал тренером.
Умер 17 ноября 2012 года в Варшаве. Похоронен на Бродненском кладбище Варшавы.

## Достижения

### В качестве игрока
Легия
- Чемпион Польши (2): 1955, 1956.
- Серебряный призёр чемпионата Польши (1): 1960.
- Бронзовый призёр чемпионата Польши (1): 1961.
- Обладатель Кубка Польши (4): 1955, 1956, 1964, 1966.

## Память
23 октября 2007 года введён в Зал славы «Легии».